# Chiesa di San Giorgio Martire (Sarnonico)
La chiesa di San Giorgio Martire è una chiesa sussidiaria a Seio, frazione di Sarnonico, in Trentino. Risale al XIII secolo.

## Storia

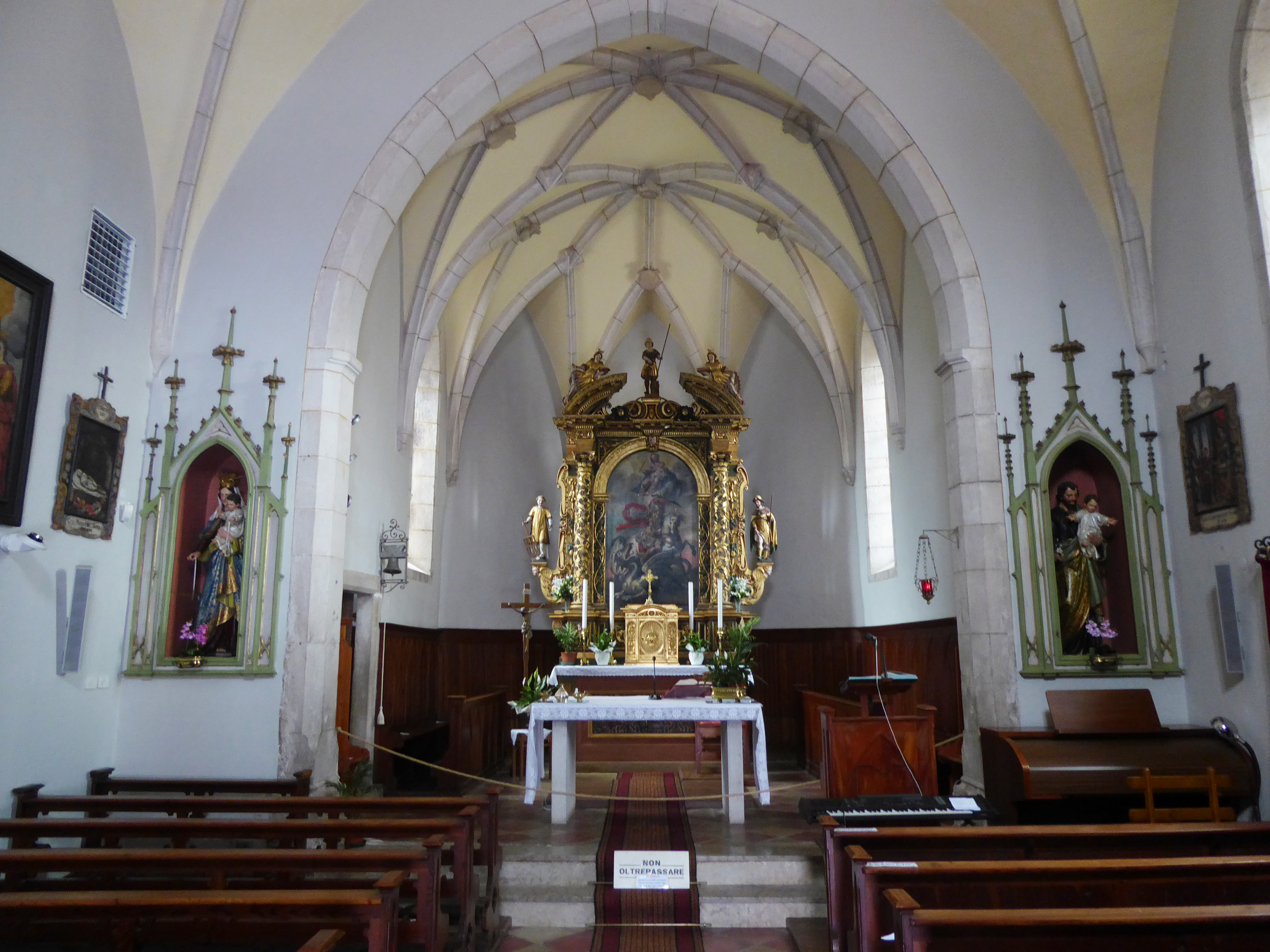
Interno

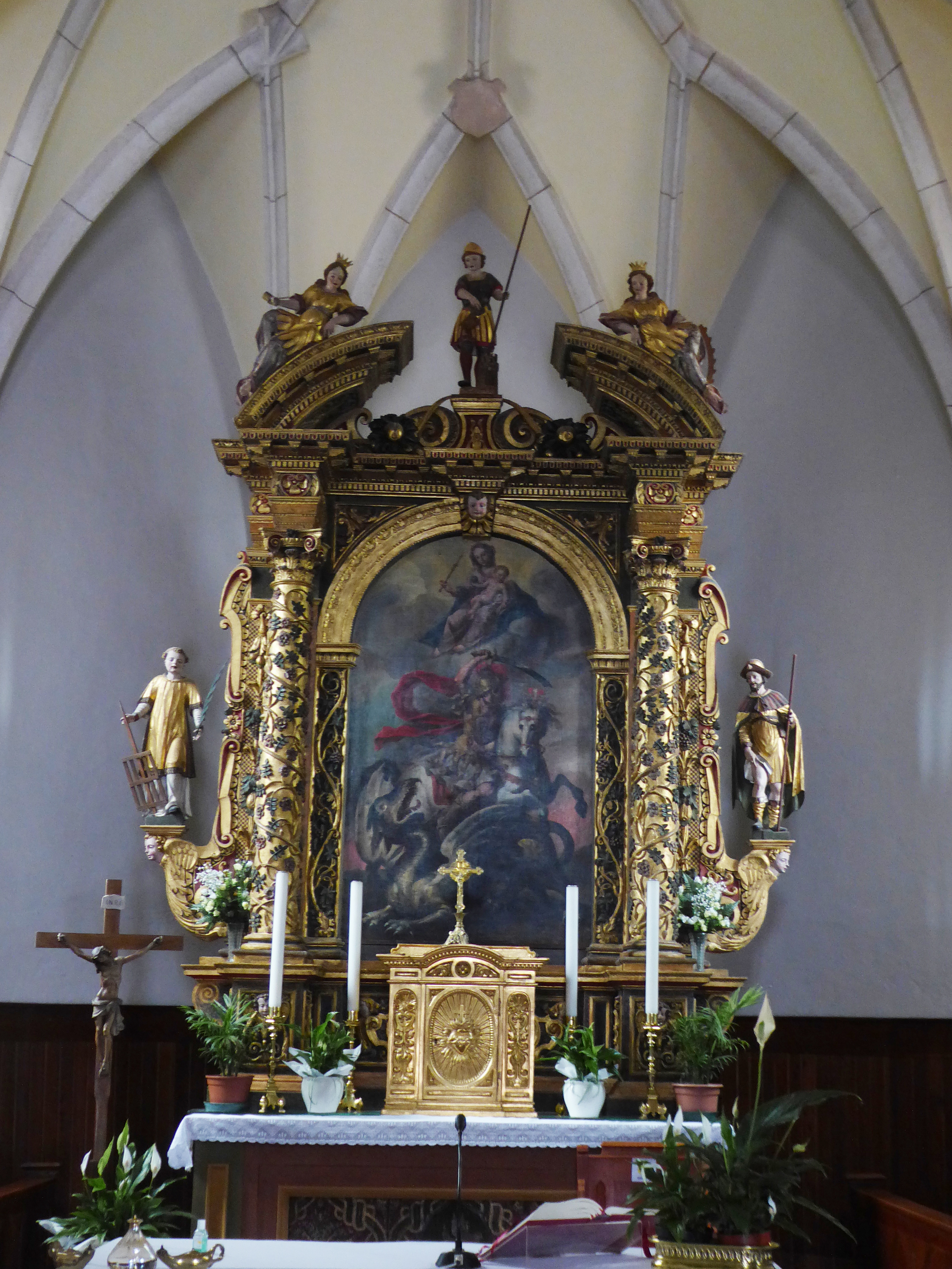
Altare

La chiesa venne eretta, nella sua prima forma, probabilmente nel XIV secolo o forse in quello precedente, poiché attorno al 1390 venne quasi certamente ricostruita.
Nella seconda metà del XVI secolo l'edificio fu nuovamente rifatto acquisendo l'aspetto generale che ci è pervenuto. La sua consacrazione è del 1558.
Nel 1773 fu edificato il campanile e circa un secolo dopo venne restaurato.
Nel XX secolo si susseguirono vari interventi restaurativi, il primo nel 1911. In tale occasione vennero rinforzate le opere murarie e fu rifatto il pavimento, poi furono sostituite le grandi vetrature.
A partire dal 1985 iniziò l'ultimo ciclo di interventi, conclusosi nel 2013. In tale fase si sono rifatte le coperture e si sono isolate le fondamenta dell'edificio contro le infiltrazioni di umidità. Sono stati infine messi a norma i vari impianti.